# Dendronephthya staphyloidea
Dendronephthya staphyloidea är en korallart som beskrevs av Verseveldt och van Ofwegen 1991. Dendronephthya staphyloidea ingår i släktet Dendronephthya och familjen Nephtheidae. Inga underarter finns listade i Catalogue of Life.